# Symphysodontella siamensis
Symphysodontella siamensis är en bladmossart som beskrevs av Hugh Neville Dixon 1935. Symphysodontella siamensis ingår i släktet Symphysodontella och familjen Pterobryaceae. Inga underarter finns listade i Catalogue of Life.